# Nat Fleischer
Pour les articles homonymes, voir Fleischer.
Nathaniel Stanley Fleischer est un journaliste sportif américain né le 3 novembre 1887  à New York et mort le 25 juin 1972 à Atlantic Beach.

## Biographie
Il est le cofondateur en 1922 de Ring Magazine, revue traitant l'actualité de la boxe anglaise, dont il sera le rédacteur en chef pendant 50 ans, jusqu'à sa mort. Au fil des années, il est devenu l'une des références dans le monde de la boxe professionnelle, ce qui lui vaudra d'être membre à titre posthume de l'International Boxing Hall of Fame dès sa création en 1990.